# 후지 TV 수요극장
후지 TV 수요극장(일본어: フジテレビ水曜劇場)은 1992년 10월부터 1996년 3월 (제1기), 1997년 4월부터 2003년 6월 (제2기)까지 매주 수요일 (21:00~21:54)에 후지 TV 계열에서 방성된 TV 드라마 시간대를 말한다.

## 개요
- 1985년 3월까지 드라마를 방영하고 있었으나, 한동안 드라마를 방영하지 않다가 7년 반만에 1992년 10월부터 부활하였다.
- 이 시기에는 TV 아사히의 형사 드라마나 NTV 《톤네루즈의 생으로 쭈욱 가게 해줘!!》라는 강력한 경쟁 프로그램 때문에 시청률이 매우 낮아, 오다 유지, 이시구로 켄의 공연으로 크게 성공한 《뒤돌아보면 녀석이 있다》나 《후루하타 닌자부로》 시리즈  정도였다.
- 시청률 저조로 1997년부터 새로이 시작하였는데, 이 때부터는 《쇼무니》 시리즈 등이 성공하여, 오히려 타 방송국의 경쟁 프로그램이 종영되기까지 하였다.

## 시리즈의 종언과 그 후
- 2001년 이후에는 한 자릿수 시청률이 나오는 작품도 많아졌다. 게다가 동시간대 다른 방송국의 프로그램이 인기를 얻게 되어, 《천재 야나기사와 교수의 생활》과 《열렬한 중화반점》은 예정보다 1화 단축되어 방영되었다. 이에 따라 2003년 방영된 《다이아몬드걸》을 마지막으로 드라마 방송을 끝내고, 대신에 버라이어티 프로그램을 방영하게 되었다.

## 주요 시청률 순위

### 평균 시청률 10
| 순위 | 작품명                     | 방송년도 | 시청률 |
| ---- | -------------------------- | -------- | ------ |
| 1위  | 《후루하타 닌자부로 2》    | 1996년   | 25.3%  |
| 2위  | 《돈이 없어!》             | 1994년   | 23.5%  |
| 3위  | 《쇼무니》                 | 2000년   | 22.4%  |
| 4위  | 《로켓보이》               | 2001년   | 18.8%  |
| 5위  | 《나리타 이혼》            | 1997년   | 18.6%  |
| 6위  | 《기프트》                 | 1997년   | 18.2%  |
| 7위  | 《임금님의 레스토랑》      | 1995년   | 17.1%  |
| 8위  | 《뉴스의 여자》            | 1998년   | 17.0%  |
| 9위  | 《뒤돌아보면 녀석이 있다》 | 1993년   | 16.8%  |
| 10위 | 《눈물을 닦으며》          | 2000년   | 16.6%  |

### 최고(회당) 시청률 10
| 순위 | 작품명                        | 방송년도 | 시청률          |
| ---- | ----------------------------- | -------- | --------------- |
| 1위  | 《후루하타 닌자부로 2》       | 1996년   | 27.8%（제8회）  |
| 2위  | 《돈이 없어!》                | 1994년   | 26.0%（제11회） |
| 3위  | 《쇼무니 2》                  | 2000년   | 24.3%（최종회） |
| 4위  | 《쇼무니 파이널》             | 2002년   | 23.1%（첫회）   |
| 5위  | 《기프트》                    | 1997년   | 23.0%（첫회）   |
| 6위  | 《뒤돌아보면 녀석이 있다》    | 1993년   | 22.7%（최종회） |
| 7위  | 《로켓보이》                  | 2001년   | 22.6%（제3회）  |
| 8위  | 《사랑은 서두르지 않고》      | 1998년   | 22.4%（최종회） |
| 9위  | 《나리타 이혼》               | 1997년   | 21.5%（첫회）   |
| 10위 | 《세상에서 아빠가 제일 좋아》 | 1998년   | 21.1%（첫회）   |

## 주요 작품 목록
후지 TV 수요극장 드라마는 교도 TV 제작 작품이 많이 방송되었다. ▲ 표시는 교도 TV가 제작한 작품이다.

### 1992년
- 《누군가가 그녀를 사랑해》

### 1993년
- 《뒤돌아보면 녀석이 있다》▲
- 《찬스!》▲
- 《악마의 키스》
- 《이제 눈물은 보이지 않아》

### 1994년
- 《나츠코의 술》
- 《경부보 후루하타 닌자부로》▲
- 《돈이 없어!》▲
- 《젊은이의 모든 것》

### 1995년
- 《최고의 짝사랑》
- 《임금님의 레스토랑》▲
- 《사쇼 타에코-최후의 사건》
- 《정의는 이긴다》

### 1996년
- 《후루하타 닌자부로》▲

### 1997년
- 《기프트》

출연：키무라 타쿠야, 무로이 시게루, 코바야시 사토미, 시노하라 료코 외
- 《그것이 답이다!》

출연：미카미 히로시, 하기와라 마사토, 사카이 미키, 후지와라 노리카 외
- 《나리타 이혼》

출연：쿠사나기 츠요시, 세토 아사카, 후카츠 에리, 아베 히로시, 사와무라 잇키 외

### 1998년
- 《뉴스의 여자》▲

출연：스즈키 호나미, 타키자와 히데아키, 후지와라 노리카, 노무라 히로노부 외
- 《사랑은 서두르지 않고》▲

출연：오다 유지, 카토리 싱고, 스즈키 안즈, 사토 타마오, 후지 타츠야, 코유키 외
- 《세상에서 아빠가 제일 좋아》

출연：아카시야 산마, 히로스에 료코, 하기와라 마사토, 토다 케이코 외
- 《타블로이드》

출연：토키와 타카코, 사토 코이치, 토모사카 리에, 카시와바라 타카시, 사나다 히로유키 외

### 1999년
- 《천사의 업무》
- 《나오미》▲
- 《연애결혼의 법칙》

출연：코이즈미 쿄코, 야나기바 토시로, 코바야시 사토미, 카시와바라 타카시 외
- 《TEAM》▲

출연：쿠사나기 츠요시, 니시무라 마사히코, 미즈노 미키, 오오스기 렌, 쿠로키 히토미 외

### 2000년
- 《모나리자의 미소》

출연：에구치 요스케, 이부 마사토, 오카다 준이치 외
- 《쇼무니》▲

출연：에스미 마키코, 타카하시 유미코, 쿄노 코토미, 사쿠라이 쥰코, 토다 케이코 외
- 《사랑을 주세요》▲

출연：칸노 미호, 진나이 타카노리, 에구치 요스케, 이토 히데아키 외
- 《눈물을 닦으며》

출연：에구치 요스케, 니노미야 카즈나리, 우치다 유키, 우에토 아야, 이카리야 쵸스케 외

### 2001년
- 《로켓보이》

출연：오다 유지, 유스케 산타마리아, 이치카와 소메고로 외
- 《나를 여관에 데려가줘》▲

출연：미즈키 아리사, 야다 아키코, 카네코 켄 외
- 《파이팅 걸》▲

출연：후카다 쿄코, 윤손하, 사카구치 켄지, 아마미 유키, 카츠무라 마사노부, 이즈미야 시게루 외
- 《수요일의 정사》

출연：모토키 마사히로, 아마미 유키, 이시다 히카리, 타니하라 쇼스케, 이토 미사키 외

### 2002년
- 《롱 러브레터~표류교실~》

출연：토키와 타카코, 쿠보즈카 요스케, 야마시타 토모히사, 야마다 타카유키, 츠마부키 사토시 외
- 《웨딩 플래너》

출연：유스케 산타마리아, 이이지마 나오코, 키무라 요시노, 츠마부키 사토시, 아베 히로시 외
- 《쇼무니 FINAL》▲
- 《천재 야나기사와 교수의 생활

### 2003년
- 《열렬적 중화반점》

출연：스즈키 쿄카, 니노미야 카즈나리, 시이나 킷페이, 카츠무라 마사노부, 아즈마 미키히사, 이시구로 켄 외
- 《다이아몬드 걸》▲

출연：미즈키 아리사, 키시타니 고로, 타니하라 쇼스케, 카츠무라 마사노부 외

## 같이 보기
- 게츠쿠
- 후지 TV 화요일 밤 9시 드라마
- 간사이 TV 화요일 밤 10시 드라마
- 후지 TV 목요극장
- 후지 TV 토요 드라마 → 후지 TV 토드라
- 후지 TV 드라마틱 선데이